# 20555 Jennings
A 20555 Jennings (ideiglenes jelöléssel 1999 RC115) a Naprendszer kisbolygóövében található aszteroida. A LINEAR projekt keretében fedezték fel 1999. szeptember 9-én.